# De Vlier X-Mas
De Vlier is een Belgisch bier. Het wordt gebrouwen door Brouwerij De Vlier te Holsbeek.
De Vlier X-Mas is een donker driegranen-kerstbier van hoge gisting met een alcoholpercentage van 8,5%. Dit bier heette aanvankelijk Kessel X-Mas, naar analogie met de Kessel-bieren die de brouwerij brouwt. Toen de brouwerij verhuisde van Kessel-Lo naar Holsbeek, veranderde ook de naam. Jaarlijks wordt van De Vlier X-Mas slechts 1000 liter gebrouwen. Daarvan gaat 800 liter op flessen van 75 cl en de rest gaat op vaten.
Het bier wordt vermeld bij de Vlaams-Brabantse streekproducten.